# Superpuchar Kirgistanu w piłce nożnej
Superpuchar Kirgistanu w piłce nożnej (kirg. Суперкубок Кыргызстана, Superkubok Kyrgyzstana) – mecz piłkarski pomiędzy aktualnym Mistrzem Kirgistanu oraz zdobywcą Pucharu Kirgistanu w danym sezonie (jeżeli ta sama drużyna wywalczyła zarówno mistrzostwo, jak i Puchar kraju – jej przeciwnikiem zostaje wicemistrz Kirgistanu).
Mecz o Superpuchar Kirgistanu rozgrywany jest przed rozpoczęciem sezonu.
W spotkaniu o Superpuchar Kirgistanu w przypadku remisu po upływie regulaminowego czasu gry przeprowadzona jest dogrywka, a jeśli i ona nie wyłoni zwycięzcę, to wtedy zarządzana jest seria rzutów karnych.
Rozgrywane są od roku 2011.

## Finały Superpucharu Kirgistanu
| Sezon | Zdobywca           | Wynik          | Finalista       | Stadion, data                                                                          |
| ----- | ------------------ | -------------- | --------------- | -------------------------------------------------------------------------------------- |
| 2011  | Neftczi Koczkorata | 2-1            | Dordoj Biszkek  |                                                                                        |
| 2012  | Dordoj Biszkek     | 3-1, 2-0       | Abdysz-Ata Kant | Stadion Sportkompleks Abdysz-Ata – 31 marca, Stadion im.Dołena Omurzakowa – 8 kwietnia |
| 2013  | Dordoj Biszkek     | 3-0, 3-2       | Ałga Biszkek    | Stadion im.Dołena Omurzakowa – 21 kwietnia, Stadion im.Dołena Omurzakowa – 27 kwietnia |
| 2014  | Dordoj Biszkek     | 3-0            | Ałaj Osz        | Stadion im.Dołena Omurzakowa – 24 marca                                                |
| 2015  | nie rozgrywano     | nie rozgrywano | nie rozgrywano  | nie rozgrywano                                                                         |
| 2016  | Abdysz-Ata Kant    | 1-0            | Ałaj Osz        | Stadion Sujumbajewa – 5 marca                                                          |

## Statystyki
| Klub               | Zdobywca | Finalista | Lata triumfów    |
| ------------------ | -------- | --------- | ---------------- |
| Dordoj Biszkek     | 3        | 3         | 2012, 2013, 2014 |
| Ałaj Osz           | 2        | 2         | 2017, 2018       |
| Abdysz-Ata Kant    | 1        | 1         | 2016             |
| Neftczi Koczkorata | 1        | 0         | 2011             |
| Ałga Biszkek       | 0        | 1         |                  |